# Rhamnus

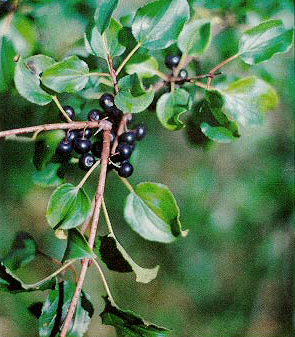
Espino cerval (Rhamnus cathartica).

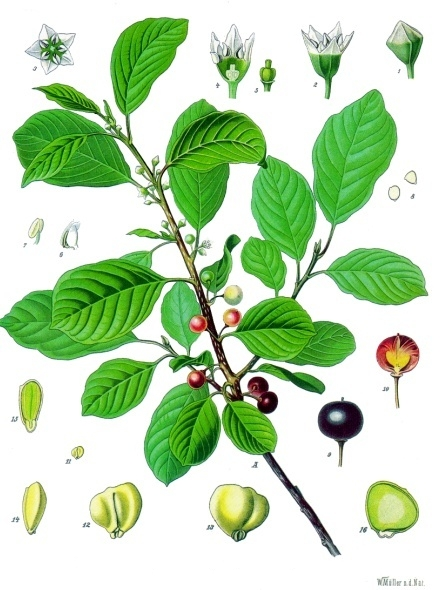
Ilustración del de arraclán (R. frangula).

Rhamnus es un género (o dos géneros, si se considera al subgénero Frangula con categoría genérica) que comprende cerca de 100 especies de arbustos o pequeños árboles de 1 a 10 m de alto (raramente a 15 m), de la familia de las Ramnáceas. Son nativas de regiones templadas y subtropicales del Hemisferio Norte, en partes de África y de Sudamérica.
Hay tanto especies caducifolias como perennes. Las hojas son simples, de 3 a 15 cm de longitud, con disposición alternas u opuesta. La forma de la venación es particular en muchas especies. Los frutos son verdes, negro azulados o rojos.

## Taxonomía
El género fue descrito por Carlos Linneo y publicado en Species Plantarum 1: 193. 1753.
Etimología
Rhamnus: nombre genérico que deriva de un antiguo nombre griego para el espino cerval.

## Clasificación
El género se divide en dos subgéneros, a veces tratados como géneros:
- Subgénero Rhamnus: flores de 4 pétalos, hojas opuestas o alternadas, ramas con espinas.[3][4]
  - Rhamnus alaternus – Aladierna, aladierno o alaterno.
  - Rhamnus alnifolia
  - Rhamnus alpina - Pudio o aliso bastardo.
  - Rhamnus arguta
  - Rhamnus bourgeanus
  - Rhamnus catharticus – Espino cerval o cervispino.
  - Rhamnus crenulata - Espino negro o espinero.
  - Rhamnus crocea
  - Rhamnus davurica
  - Rhamnus diffusus
  - Rhamnus globosa
  - Rhamnus ilicifolia
  - Rhamnus infectoria
  - Rhamnus japonica
  - Rhamnus lanceolata
  - Rhamnus libanotica
  - Rhamnus ludovici-salvatoris - aladierno balear
  - Rhamnus lycioides - Espino negro, cambrón o escambrón.
  - Rhamnus oleoides - Espino negro.
  - Rhamnus petiolaris
  - Rhamnus pirifolia
  - Rhamnus prinoides - Espino cerval de hoja brillante.
  - Rhamnus pumila
  - Rhamnus saxatilis
  - Rhamnus serrata
  - Rhamnus smithii
  - Rhamnus tinctoria - Tamujo.
  - Rhamnus utilis

- Subgénero Frangula: flores con cinco pétalos, hojas siempre alternas, ramas sin espinas.
  - Rhamnus betulaefolia
  - Rhamnus californica
  - Rhamnus caroliniana
  - Rhamnus frangula – Arraclán
  - Rhamnus glandulosa
  - Rhamnus latifolia (Frangula azorica)
  - Rhamnus purshiana - Cáscara sagrada
  - Rhamnus rubra
  - Rhamnus sphaerosperma

## Curiosidades
El espino cerval (R. catharticus) es una especie endémica de Europa y en el pasado se usaba como purgante, pero es tóxica y no se emplea. Se introdujo en EE. UU. como un arbusto, pasando a ser una invasiva en muchas áreas. Es hospedante de un áfido, Aphis glycines, plaga de la soja. Los áfidos los usan en invierno, y luego se expanden en la primavera por los campos de soja.
Otra especie europea, el arraclán (R. frangula, sin. Frangula alnus) con uso militar entre los siglos XV a XIX, por su madera que daba un excelente carbón para manufacturar pólvora. 
La aladierna (R. alaternus), una especie perenne del Mediterráneo, que se ha extendido como maleza en Nueva Zelandia.
R. tinctoria se usa, junto con R. utilis, para producir la anilina "verde china". Otra especie, R. infectoria da la anilina amarilla.
El Sanguinho (R. glandulosa) es endémica de la región macaronésica, donde se encuentra en la laurisilva de Madeira e Islas Canarias.
Las especies norteamericanas incluyen R. alnifolia, R. (F.) caroliniana, R. purshiana, y la siempreverde R. (F.) californica y  R. crocea. 
En Sudamérica, Rhamnus diffusus es un pequeño arbusto nativo de Valdivia foresta templada lluviosa en Chile.